# Турфан
Турфан (на китайски: 吐魯番), наричан също и Турпан, е град в Западен Китай, Синдзян-уйгурски автономен регион.
Неговото население е от 254 900 жители към 2003 г. Център е на плодороден оазис по пътя на коприната. Населението на административния район е 622 903 жители (2010 г.).

## География
Разположен е в северната част на Западен Китай в близост до едноименната депресия Турфанска падина, която е на 154 m под морското равнище. На около 150 km на северозапад от Турфан е най-близкият голям град Урумчи.

## Фотогалерия
- Улица в Турфан
- Руините Цзяохъ
- Руинте Гаочан на 30 km от Турфан
- Минаре Емин, Турфан